# Tierra de Ledesma

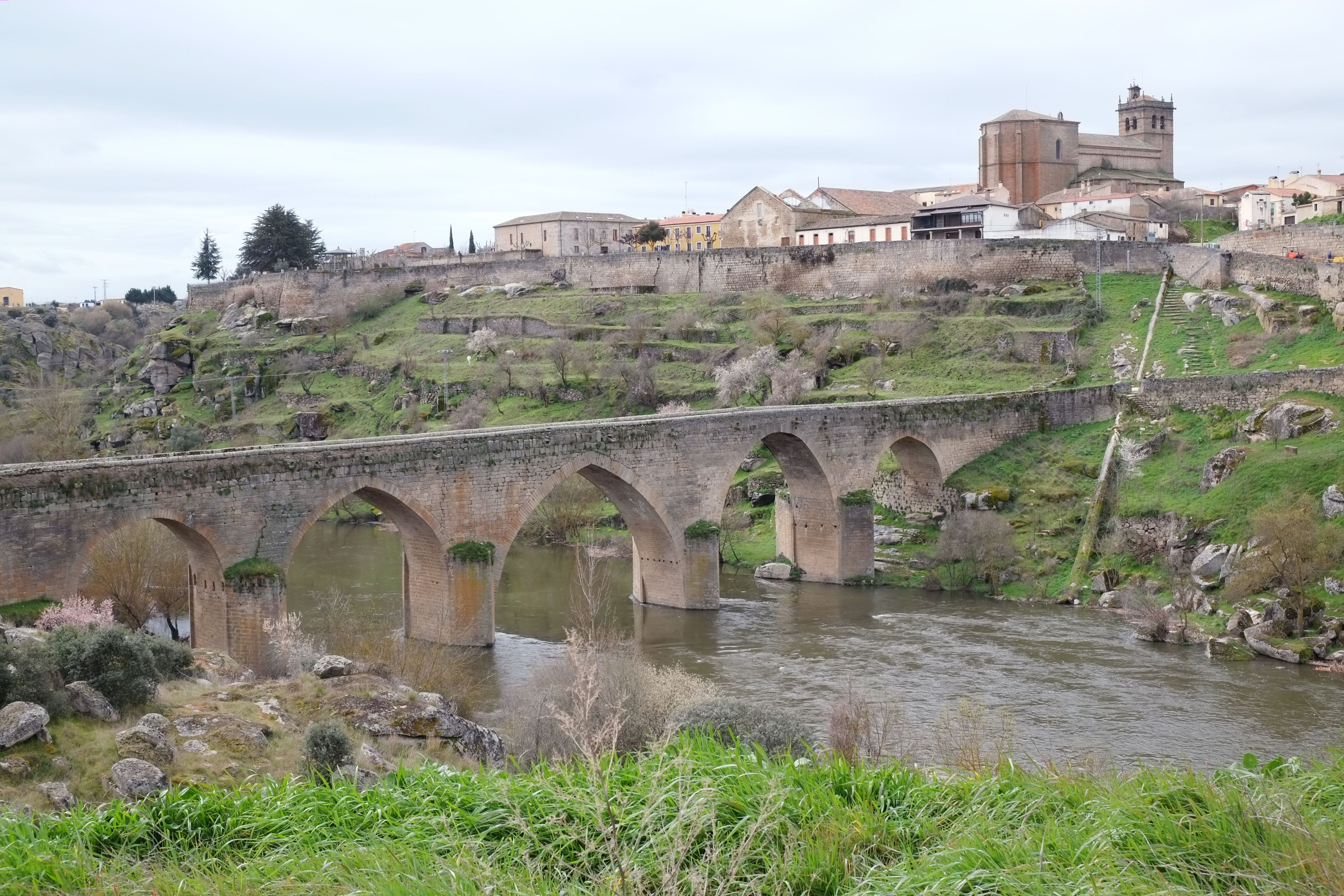
Ledesma, a capital comarcal.

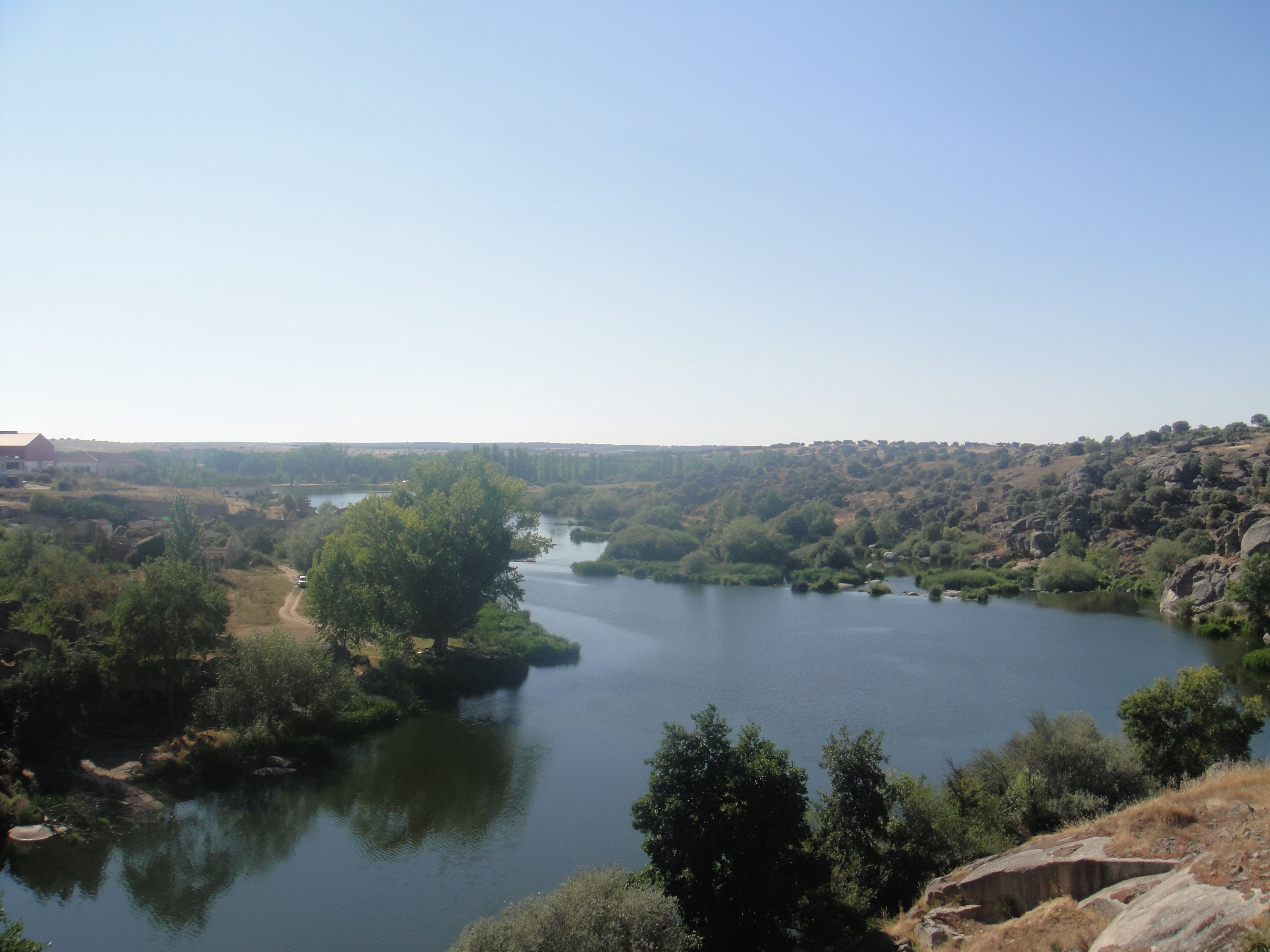
O rio Tormes a seu passo por Ledesma.

A Tierra de Ledesma (também conhecida como Campo de Ledesma) é uma comarca da província de Salamanca, em Castela e Leão, Espanha. Os seus limites não se correspondem com uma divisão administrativa, mas com uma demarcación histórico-tradicional e agrária.

## Geografia

### Demarcação
Compreende 30 concelhos: Aldearrodrigo, Almenara de Tormes, Añover de Tormes, Doñinos de Ledesma, Encina de San Silvestre, El Arco, Gejuelo del Barro, Golpejas, Juzbado, La Mata de Ledesma, Ledesma, Monleras, Palacios del Arzobispo, Rollán, San Pedro del Valle, San Pelayo de Guareña, Sando, Santa María de Sando, Santiz, Sardón de los Frailes, Tabera de Abajo, Tremedal de Tormes, Valdelosa, Vega de Tirados, Villarmayor, Villasdardo, Villaseco de los Gamitos, Villaseco de los Reyes, Zamayón e Zarapicos.